# Sunrise Avenue
Sunrise Avenue — финская рок-группа, состоящая из пяти человек. Их стиль варьируется от более динамичного рока (напр. «Forever Yours») до более мелодичных баллад (напр. «Heal Me»). Самым известным их синглом стала композиция «Fairytale Gone Bad», которая достигла первых строчек хит-парадов в нескольких странах и, как следствие, стала одной из самых узнаваемых песен группы.

## Состав
- Саму Хабер (2 апреля 1976 г., Хельсинки) — вокал, гитара
- Рауль Рууту (28 августа 1975 г., Вантаа) — бас-гитара, бэк-вокал
- Сами Осала (10 марта 1982 г., Сейняйоки) — ударные (с 2005 г.)
- Рику Райамаа (04 ноября 1975 г., Хельсинки) — гитара и бэк-вокал (с 2007 г., с 2008 г. является официальным участником группы)
- Осмо Иконен (18 апреля 1980 г., Корпилахти) — клавишные (сессионный музыкант)

## История группы
В шестнадцатилетнем возрасте Хабер (Samu Haber) вместе с финским певцом и автором песен Яном Хохенталем (Jan Hohenthal) образовали группу «Sunrise». Они выступали во множестве различных клубов по всей Финляндии. В 1998 г. Хабер на четыре года уехал в Испанию, и в течение этого периода Sunrise давала выступления на некоторых частных испанских мероприятиях. На разных мероприятиях в составе группы выступали разные ударники и другие музыканты.
На протяжении этого периода Sunrise записала несколько песен, одной из которых была «All Because Of You»; эта песня вошла в дебютный альбом «Sunrise Avenue», On the Way to Wonderland.
В 2002 году Хабер вернулся в Финляндию, и в составе с Хохенталем и басистом Сами Хейнном (Sami Heinänen) Sunrise была преобразована в «Sunrise Avenue». Вскоре, в марте 2002-го Хохенталь покинул группу, чтобы сосредоточиться на сольной карьере. После того, как Sunrise Avenue осталась без ведущего гитариста, Сами Хейнн познакомил Хабера с Янне Кярккяиненом (Janne Kärkkäinen).
Вскоре после этого к группе присоединился басист Рауль Руту (Raul Ruutu), а осенью 2005-го — ударник Сами Осала (Sami Osala). Последний был привлечён в группу Teijo Jämsä из группы Killer Aspect, сыгравшим партии ударных в некоторых из треков дебютного альбома Sunrise Avenue. Перед этим, в 2003 году Хабер ушёл с постоянной работы в отделе сбыта и 102 раза посещал звукозаписывающие студии, продюсеров и агентов в Финляндии, прежде чем им удалось заключить контракт на запись. Продюсер Юкка Баклунд (Jukka Backlund) заинтересовался, когда увидел живое выступление группы, и вместе с ним, ещё до заключения контракта, было принято решение сделать совместную запись. Баклунд и Sunrise Avenue записали первые треки, после чего уже было принято окончательное решение заключить контракт. Один из друзей Хабера, продавец копировальных машин Микко Виртала продал свой дом, чтобы оплатить звукозапись в студии.
Летом 2005 года они подписали соглашение с лейблом Bonnier Amigo Music Group (имеющим значение на финском рынке), а позднее — на международном уровне с EMI.
Выпустив в начале 2006 года свои первые синглы «All Because of You» и «Romeo», в мае Sunrise Avenue выпустила в Финляндии их альбом «On the Way to Wonderland». Третий их сингл, «Fairytale Gone Bad», был выпущен 23 августа и занял пятую строчку в музыкальных чартах Финляндии. Также этот сингл занял седьмую строчку в польском чарте синглов.
В Германии альбом был выпущен в продажу, спустя две недели после «Fairytale Gone Bad» (25 августа 2006 г.). Приблизительно в то же время группа провела свои первые живые выступления в Германии — 23 августа в Кёльнском Клубе Underground и 25 августа на крупнейшем музыкальном фестивале и телешоу в Германии The Dome.
20 октября 2006 г. группа получила Платиновый статус в Финляндии за их дебютный альбом «On the Way to Wonderland». Также альбом получил Золотой статус в Швеции и Германии. Кроме того, группа выиграла в четырёх категориях NRJ Radio Awards (крупнейшая Скандинавская музыкальная церемония награждения): Лучший Финский Новичок, Лучшая Финская Песня (Fairytale Gone Bad), Лучший Финский Альбом (On The Way To Wonderland) и Лучший Скандинавский Артист.
20 января 2007 г. они спели «Fairytale Gone Bad» в St. Jakob Halle в Базеле, Швейцария, во время выхода на ринг Николая Валуева, где он защищал свой титул чемпиона в бою против Джамиля Макклайна.
В апреле 2007 г. хит «Fairytale Gone Bad» получил Золотой статус в Германии, после того, как сингл разошёлся тиражом свыше 150 000 копий (на 17 апреля всего было продано 181 826 копий). Также сингл получил Золотой статус в Швеции, где было продано более 30 000 копий.
«Это то, что делали The Beatles и сделали Bon Jovi и Foo Fighters. Это не однодневная тенденция, это музыка, которая „прокатит“ сегодня, завтра и в ближайшие десять лет» — прокомментировал Хабер (об их стиле).
Дебютный альбом Sunrise Avenue — On the Way to Wonderland — об их дороге к мечте, о моменте, когда участники группы закончили альбом.
«Этот альбом является очень личным и правдивым описанием всех этапов путешествия к своей мечте: ты достигаешь высот, минуты славы, а затем приходят времена, когда всё летит к чертям» — описывает Хабер.
«Когда ты выходишь на сцену, это нечто за гранью жизни и смерти. Даже если перед тобой всего один зритель — это прекрасно. Даже если мы играем просто для себя — этого достаточно. А если перед тобой тысяча человек, машущих тебе руками — то это просто нечто! Но для нас живая игра — это то, чего нам самого по себе достаточно, чтобы быть счастливыми» — убедительно утверждает Хабер.
«Конечно, у нас были моменты, когда мы думали, что ничего из этого не выйдет. Но эти мысли исчезали каждый раз, когда мы выходили на сцену и видели улыбающегося парня или девушку. Когда мы видели это, мы снова были абсолютно убеждены, что что-то в нашей музыке всё же есть».
В июне 2013 г. приняли участие в фестивале «Рок за Бобров» и были невероятно удивлены тёплым приветствием.
2 декабря 2019 г. в прямом эфире Саму Хабер объявил о распаде Sunrise Avenue. В 2020 г. группа отправится прощальный тур, включающий в себя 7 концертов в 4 странах (Австрия, Германия, Швейцария и Финляндия), который завершится 15 августа на Олимпийском стадионе в Хельсинки.

## Дискография

### Альбомы
| Год  | Название                                                                 | Наивысшая позиция | Наивысшая позиция | Наивысшая позиция | Наивысшая позиция | Наивысшая позиция | Наивысшая позиция |
| Год  | Название                                                                 | FIN               | SWI               | AUT               | GER               | SWE               | GRE               |
| ---- | ------------------------------------------------------------------------ | ----------------- | ----------------- | ----------------- | ----------------- | ----------------- | ----------------- |
| 2006 | On the Way to Wonderland                                                 | 2                 | 15                | 5                 | 12                | 10                | 1                 |
| 2009 | Popgasm                                                                  | 5                 | 7                 | 13                | 16                |                   |                   |
| 2010 | Acoustic Tour 2010                                                       |                   |                   |                   |                   |                   |                   |
| 2011 | Out of Style                                                             |                   |                   |                   |                   |                   |                   |
| 2012 | Out of Style - live edition                                              |                   |                   |                   |                   |                   |                   |
| 2013 | Unholy Ground                                                            |                   |                   |                   |                   |                   |                   |
| 2013 | Unholy Ground Deluxe Edition (включает в себя Big Band Theory tour 2013) |                   |                   |                   |                   |                   |                   |
| 2017 | Heartbreak Century                                                       |                   |                   |                   |                   |                   |                   |

### Синглы
| Год  | Песня                  | Альбом                   | Наивысшая позиция | Наивысшая позиция | Наивысшая позиция | Наивысшая позиция | Наивысшая позиция | Наивысшая позиция | Наивысшая позиция | Наивысшая позиция | Наивысшая позиция | Наивысшая позиция | Наивысшая позиция | Наивысшая позиция |
| Год  | Песня                  | Альбом                   | FIN               | SWI               | AUT               | GER               | SWE               | GRE               | ITA               | SVK               | BEL               | POL               | RUS               | ROM               |
| ---- | ---------------------- | ------------------------ | ----------------- | ----------------- | ----------------- | ----------------- | ----------------- | ----------------- | ----------------- | ----------------- | ----------------- | ----------------- | ----------------- | ----------------- |
| 2006 | «All Because of You»   | On the Way to Wonderland | 11                | -                 | -                 | -                 | -                 | -                 | -                 | -                 | -                 | -                 | -                 | -                 |
| 2006 | «Romeo»                | On the Way to Wonderland | 4                 | -                 | -                 | -                 | -                 | -                 | -                 | -                 | -                 | -                 | -                 | -                 |
| 2006 | «Fairytale Gone Bad»   | On the Way to Wonderland | 2                 | 2                 | 3                 | 3                 | 10                | 8                 | 23                | 1                 | 12                |                   | 1                 | 1                 |
| 2007 | «Forever Yours»        | On the Way to Wonderland | promo             | 82                | 42                | 35                |                   | 10                |                   |                   |                   | 19                |                   |                   |
| 2007 | «Diamonds»             | On the Way to Wonderland | 14                |                   |                   |                   |                   |                   |                   |                   |                   |                   |                   |                   |
| 2007 | «Heal Me»              | On the Way to Wonderland | 16                |                   |                   | 58                | 28                |                   |                   | 28                |                   |                   |                   |                   |
| 2008 | «Choose to Be Me»      | On the Way to Wonderland | -                 |                   | 50                | 24                |                   |                   |                   |                   |                   |                   |                   |                   |
| 2009 | «The Whole Story»      | Popgasm                  | 14                | 82                | 36                | 26                | 17                |                   |                   |                   |                   |                   | 77                |                   |
| 2009 | «Not Again»            | Popgasm                  | -                 |                   |                   |                   |                   |                   |                   |                   |                   |                   |                   |                   |
| 2009 | «Birds and Bees»       | Popgasm                  | promo             |                   |                   |                   |                   |                   |                   |                   |                   |                   |                   |                   |
| 2009 | «Welcome to My Life»   | Popgasm                  |                   |                   |                   |                   |                   |                   |                   |                   |                   |                   |                   |                   |
| 2011 | «Hollywood Hills»      | Out of Style             | -                 | -                 | -                 | -                 | -                 | -                 | -                 | -                 | -                 | -                 | -                 | -                 |
| 2011 | «I Don't Dance»        | Out of Style             | -                 | -                 | -                 | -                 | -                 | -                 | -                 | -                 | -                 | -                 | -                 | -                 |
| 2011 | «Somebody Help Me»     | Out of Style             | -                 | -                 | -                 | -                 | -                 | -                 | -                 | -                 | -                 | -                 | -                 | -                 |
| 2012 | «Damn Silence»         | Out of Style             | -                 | -                 | -                 | -                 | -                 | -                 | -                 | -                 | -                 | -                 | -                 | -                 |
| 2013 | «Lifesaver»            | Unholy Ground            | -                 | -                 | -                 | -                 | -                 | -                 | -                 | -                 | -                 | -                 | -                 | -                 |
| 2013 | «Little Bit Love»      | Unholy Ground            | -                 | -                 | -                 | -                 | -                 | -                 | -                 | -                 | -                 | -                 | -                 | -                 |
| 2013 |                        | Unholy Ground            |                   |                   |                   |                   |                   |                   |                   |                   |                   |                   |                   |                   |
| 2016 | «Prisoner In Paradise» | Unholy Ground            | -                 | -                 | -                 | -                 | -                 | -                 | -                 | -                 | -                 | -                 | -                 | -                 |

### Клипы
- Romeo
- Fairytale Gone Bad
- Forever Yours
- Heal Me
- Diamonds
- Choose to Be Me
- The Whole Story
- The First Cut Is the Deepest (cover)
- Not Again
- Birds & Bees
- Welcome to My Life
- Hollywood Hills
- I Don't Dance
- Somebody Help Me
- Damn Silence
- Lifesaver
- Prisoner In Paradise
- I Help You Hate Me
- Thank You For Everything

### DVD
- Live in Wonderland (2007)
- Out of Style - live edition (2012)

## Концерты в России
| Дата       | Город                                          | Площадка                 | Комментарий                                      |
| ---------- | ---------------------------------------------- | ------------------------ | ------------------------------------------------ |
| 22.02.2008 | Санкт-Петербург                                | Манеж Кадетского корпуса | Концерт в рамках тура «On the Way to Wonderland» |
| 24.02.2008 | Москва                                         | Клуб «Б1 Maximum»        | Концерт в рамках тура «On the Way to Wonderland» |
| 10.12.2009 | Москва                                         | Клуб «1Rock»             | Концерт в рамках тура «Popgasm»                  |
| 16.10.2011 | Москва                                         | Клуб «Arena Moscow»      | Концерт в рамках тура «Out of Style»             |
| 04.08.2012 | Краснодарский край, посёлок Янтарь (Веселовка) |                          | Фестиваль «Kubana»                               |
| 24.04.2013 | Санкт-Петербург                                | Клуб «Космонавт»         | Концерт в рамках тура «Out of Style»             |
| 25.04.2013 | Москва                                         | Известия Hall            | Концерт в рамках тура «Out of Style»             |
| 27.04.2013 | Екатеринбург                                   | Tele-Club                | Концерт в рамках тура «Out of Style»             |
| 09.11.2018 | Москва                                         | Adrenaline Stadium       | Концерт в рамках тура «Heartbreak Century»       |
| 10.11.2018 | Санкт-Петербург                                | Клуб «A2»                | Концерт в рамках тура «Heartbreak Century»       |